# William Eustis
Pour les articles homonymes, voir Eustis.
William Eustis (21 juin 1753 - 6 février 1825) est un homme politique américain. Il est ambassadeur des États-Unis aux Pays-Bas de 1815 à 1818, et gouverneur du Massachusetts sous l'étiquette républicaine-démocrate de 1823 à 1825.

## Biographie
William Eustis, formé en médecine, sert comme chirurgien militaire pendant la guerre d’indépendance américaine, notamment à la bataille de Bunker Hill. Il reprend la pratique médicale après la guerre, mais entre bientôt en politique.
Après plusieurs mandats à la législature de l’État, Eustis remporte l’élection au Congrès des États-Unis en 1800, servant en tant que démocrate-républicain modéré. Il retourne brièvement à la législature de l’État après avoir perdu sa réélection en 1804. Il est choisi comme secrétaire à la Guerre en 1809 par le président James Madison. En partie à cause de son inexpérience dans la gestion de l’armée et d’un manque de préparation, les échecs militaires des premiers mois de la guerre de 1812 l'on conduit à la démission.
Madison nomme ensuite Eustis ambassadeur aux Pays-Bas, poste qu’il occupe de 1814 à 1818. Après une autre période au Congrès, il est élu gouverneur du Massachusetts en 1822. Successeur du populaire John Brooks, Eustis meurt en fonction en 1825. Son manoir de Boston, construit dans les années 1750 par le gouverneur royal William Shirley, est connu sous le nom de Shirley-Eustis House et est un monument historique national.

## Source
- (en) Cet article est partiellement ou en totalité issu de l’article de Wikipédia en anglais intitulé « William Eustis » (voir la liste des auteurs).